# Johann Riederer
Johann Riederer, né le 30 décembre 1957 à Unterföhring, est un tireur sportif allemand.

## Carrière
Johann Riederer participe aux Jeux olympiques d'été de 1988 et aux Jeux olympiques d'été de 1992 à Barcelone où il remporte la médaille de bronze dans l'épreuve de la carabine 10 mètres air comprimé à chaque fois.